# Symphyodon copelandii
Symphyodon copelandii är en bladmossart som beskrevs av Brotherus 1926. Symphyodon copelandii ingår i släktet Symphyodon och familjen Daltoniaceae. Inga underarter finns listade i Catalogue of Life.